# Zuid-Ndebele (volk)
De Zuid-Ndebele zijn een volk in Zuid-Afrika die zich enkele eeuwen geleden afsplitsten van de Zoeloes. Zij spreken het Zuid-Ndebele als moedertaal. 

## Zuid-Ndebele
De Zuid-Ndebele stammen af van de Zoeloeprins Musi en zijn volgelingen die in de 17e eeuw van het tegenwoordige KwaZoeloe-Natal naar het gebied rond Pretoria vertrokken. Ten tijde van de apartheid leefden de Zuid-Ndebele in de bantoestan KwaNdebele; tegenwoordig leven ze vooral in de provincies Gauteng en Mpumalanga.
Zuid-Ndebelevrouwen staan bekend om hun ambachtelijke vaardigheden, waaronder hun kralenwerk en kleurrijke geometrische huisschilderingen.

## Afbeeldingen

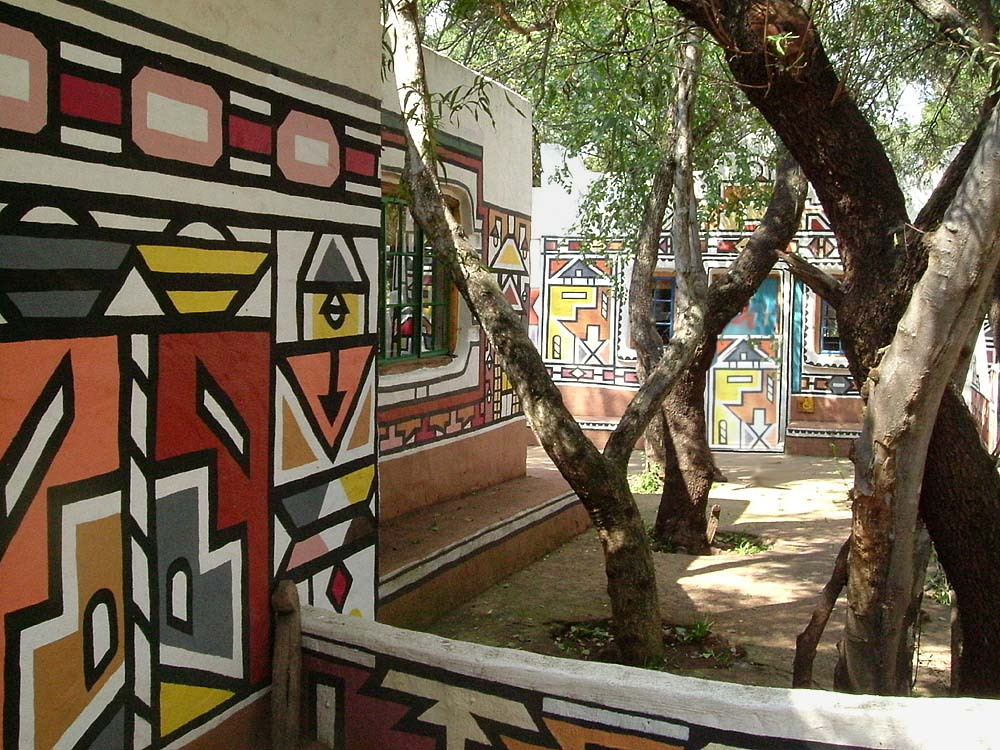
Ndebelehuis
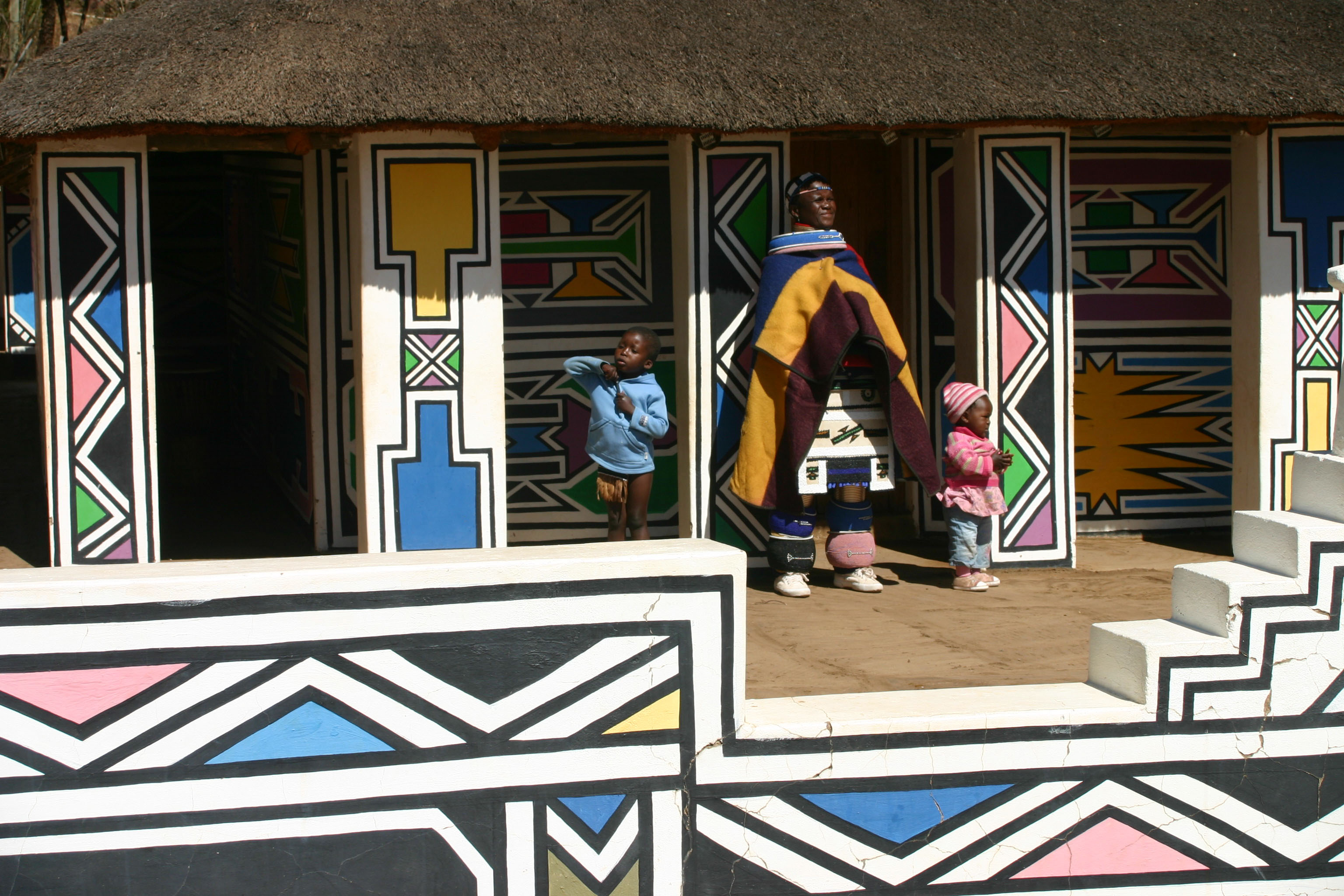
Ndebelehuis
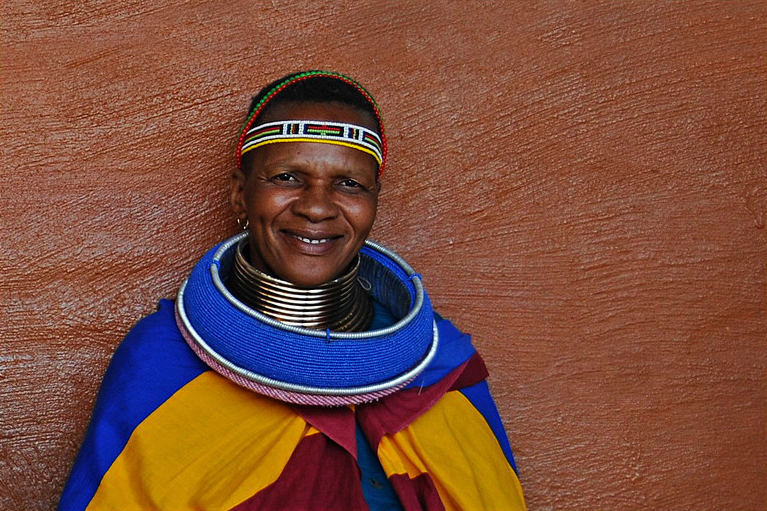
Ndebelevrouw
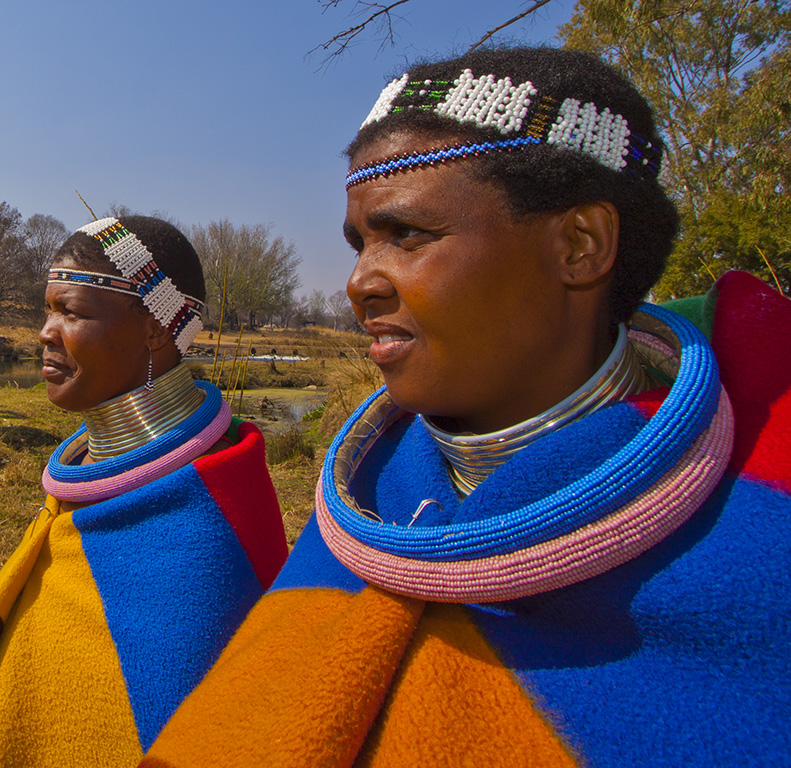
Ndebelevrouwen

Afrikaners · Anglo-Afrikanen · Aziaten (Chinezen en Indiërs) · Basotho · Griekwa · Kaap-Maleiers · Kleurlingen · Khoisan · Pedi · Tsonga · Swazi · Tswana · Venda · Xhosa · Zoeloes · Zuid-Ndebele